# Zámecký vrch (Šumavské podhůří)
Zámecký vrch je kopec s nadmořskou výškou 529 metrů ležící ve městě Rabí nad řekou Otavou. Na jeho vrcholu se rozkládá zřícenina hradu Rabí.

## Charakteristika
Vrch geomorfologicky spadá do celku Šumavské podhůří, podcelku Bavorovská vrchovina, okrsku Budětická vrchovina.